# Daniel Bravo
Daniel Bravo (Toulouse, 9 februari 1963) is een Frans voormalig voetballer (middenvelder). Hij speelde dertien wedstrijden voor de Franse nationale ploeg, waarin hij één maal wist te scoren.

## Privéleven
Zijn zoon Lucas Bravo is een acteur.

## Erelijst
- 1984: EK 1984
- 1985: Coupe de France
- 1993: Coupe de France
- 1994: kampioen Ligue 1
- 1995: Coupe de France, Coupe de la Ligue
- 1996: UEFA Cup